# Tournoi « Croatie libre » 1991
Navigation
Saison précédente Saison suivante
La saison 1991 du Championnat de Croatie de football appelée Tournoi « Croatie libre » 1991 est une édition spéciale de la première division croate. 
Ce tournoi est organisé par la fédération croate de football. Cette édition est particulière car se déroulant en pleine guerre de Croatie (1990-1995). Ce championnat a lieu afin de marquer l'indépendance footballistique de la Croatie vis-à-vis de la Yougoslavie. L'appellation "Slobodna Hrvatska" (Croatie libre) confirme bien cela. 
Le NK INKER Zaprešić est le vainqueur de ce championnat, ce qui constitue l'un des seuls titres de ce club.

## Les 8 clubs participants
| - NK INKER Zaprešić - HASK Gradjanski Zagreb - NK Rijeka - NK Zagreb | - NK Istra Pula - NK Zadar - Varteks - NK Osijek forfait |

## Compétition

### Classement
Le barème de points servant à établir le classement se décompose ainsi :
- Victoire : 2 points
- Match nul : 1 point
- Défaite : 0 point